# محمد وهيب حسين
محمد وهيب علي حسين، عالم آثار قديمة وأكاديمي أردني. ولد عام 1962 م في عمان.

## السيرة الذاتية
تلقى تعليمه الابتدائي ثم الإعدادي والثانوي في عمان وانتقل إلى الجامعة الأردنية عام 1980 م ليدرس  في قسم الآثار في الجامعة وتلقي تدريبات مع فرق وطنية وأجنبية  والمشاركة مع حملة الجامعة الأردنية للتنقيب عن الآثار في موقع تل المـزار في الأغوار الوسطى وكذلك الاشتراك مع البعثة الكندية للتنقيب  في موقع تل سافوط قرب مدينة صويلح عام 1984 م، وتم قبوله في برنامج كلية الدراسات العليا في الجامعة الأردنية عام 1985 م، وانجز أطروحة الماجستير بعنوان  الحرف والصناعات  العصور البرونزية واستمر في وشارك في حفرية مقابر الدولمنـز ونقلها إلى حرم الجامعة الأردنية وشارك في أعمال التنقيبات في موقع المقص في العقبه.

## الإنجازات العملية

### الاكتشافات والتنقيبات الأثرية
بعد الالتحاق بالجامعات التركيه لدراسة الدكتوراه في مجال علم تنجيم المعادن القديمة  في وادي عربه عام 1988م، عاد إلى الاردن ليعمل في وزارة السياحه والاثار – دائرة الاثار العامة،  حيث بدا بتشكيل فريق وطني أردني للعمل الميداني  وبدأ أعمال التنقيب الأولي  في  موقع  قصر الموقر في البادية الأردنية حيث تم اكتشاف أضخم القصور الامويه، وفي عام 1996 م قام باكتشاف موقع سبيل الحوريات في وسط العاصمة  والذي يعتبر من المباني النادرة في العالم ومن اجزاء مدينة فيلادلفيا القديمة، حيث ظهرت تماثيل حجرية وحيوانية في موقع سبيل الحوريات، وفي عام 2002 م، التحق بالجامعة الهاشمية وعمل مدرساً في كلية الملكة رانيا للسياحة والتراث، ثم أستاذ مشارك عام 2008 م وحصل على رتبة أستاذ عام 2015 م.
قاد د.وهيب أعمال التنقيبات  في أضخم مقبرة في تاريخ الشرق القديم في منطقة الأغوار الجنوبية بهدف الكشف عن ديار النبي لوط عليه السلام ومن ثم تنفيذ مشروع اكتشاف أول ميناء روماني  في الزارة على الشاطئ الشرقي للبحر الميت، وفي عام 1996 م قاد الفريق الوطني الأردني لاكتشاف موقع عماد السيد المسيح في منطقة الشونة الجنوبية على الشاطئ الشرقي للبحر الميت ليكون أهم اكتشاف في منطقة الشرق الاوسط وعلى المستوى العالمي ومن ثم تم اعتماده على قائمة التراث العالمي – اليونسكو - ، الاكتشاف الذي اظهر حقائق علميه  جديده وازال مفاهيم  كانت سائدة بشكل خاطئ، وظهرت بذلك الحقيقة. كما اكتشف د. وهيب طريق الحج المسيحي القادم من القدس عبر موقع العماد وصولاً إلى تل حسبان الأثري. وكشف مواقع أخرى وعديدة في شتى مواقع المملكة.اثناء عمله في الجامعة الهاشمية قاد العديد من المشاريع الثقافية والعلمية والميدانية مثل مشروع توثيق إقليم عراق الأمير السياحي وخاصة توثيق اكتشاف كهف السيد المسيح ، وكذلك مشروع توثيق اكتشاف ديار النبي لوط في غور الأردن في النقع  والذي يربط فيه بين الإعجاز القراني وعلم الاثار، وأيضاً مشروع توثيق الأزرق السياحي، ومشروع توثيق اكتشاف اضخم طائر زاحف في العالم المسمى أرامبورجينا فيلادلفيا، كما أن مشروع توثيق اكتشاف كهف الرقيم جنوب شرق عمان ما زال مستمرا، كما تم تنفيذ عملية توثيق شاملة لمنطقة سحم الكفارات  ومسجد سحم التراثي  في محافظة إربد،

### المسوحات الميدانية
قام د. وهيب في تنفيذ مشروع مسوحات الطفيلة - الأغوار الجنوبية عام 1993 م، وكذلك  مشروع مسوحات  وتنقيبات رأس النقب - العقبة - عام 1994 م، حيث تم التنقيب  مواقع عين جمام والذي يرجع إلى العصر الحجري الحديث، والحييض، وطاسان، وسويمره، ودبة حانوت، والمزفر وغيرها، هذا بالإضافة إلى مشاريع الدراسات الميدانية في خدمة المجتمع المحلي والمسارات السياحية  في وادي الزرقاء من منبعه حتى مصبه في نهر الأردن وأيضاً مسار قافلة الإيلاف القرشي ومسار الحج المسيحي من القدس إلى مادبا.

## الإنجازات العلمية والأدبية
عمل د.محمد وهيب على اصدر عشرات المقالات العلميه في مجلات علميه محكمه ومفهرسه دوليه واقليميه ومحليه حول نتائج المسوحات والتنقيبات والدراسات والتطوير السياحي منها، هذا بالإضافة إلى إصدار 50 كتابا باللغات العربيه والانجليزيه والايطاليه في علوم الاثار والسياحة والتراث المادي وغير المادي إضافة للكتب المترجمة إلى العربية.

### الكتب
| كتشاف عماد السيد المسيح/المغطس (تل مار الياس)   |
| كتاب اكتشاف ديار النبي لوط في الأغوار الجنوبيه. |
| كتاب مسار درب المعمودية.                        |
| كتاب اكتشاف كهف الرقيم                          |
| كتاب السياحة من نافذة الحافلة                   |
| كتاب الحكاية الشعبية.                           |
| كتاب اكتشاف سبيل الحوريات في عمان (فيلادلفيا).  |

### المقالات
| قراءة المقال                                                                                         | تفاصيل النشر | اسم المقال |   |
| http://www.aijcrnet.com/journals/Vol_10_No_4_December_2020/4.pdf                                     | American International Journal of Contemporary Research Vol. 10, No. 4, December 2020 doi:10.30845/aijcr.v10n4p4 | Pilgrimage to Holy Sites Cultural Heritage and Religious Tourism from Jesus Baptism Site-Jordan River to Ain Saleem              | 1 |
| https://www.sryahwapublications.com/annals-of-archaeology/pdf/v2-i1/1.pdf                            | Sryahwa Publications Annals of Archaeology Volume 2, Issue 1, 2019, PP 1–9 ISSN:2639-3662                        | The Discovery of Byzantine Laura of St Mary the Egyptian in Site of Jesus Baptism                                                | 2 |
| http://www.sciencepublishinggroup.com/j/ija.                                                         | International Journal of Archaeology.2019                                                                        | Site of Jesus Baptism: From Discovery to World List Heritage                                                                     | 3 |
| https://iiste.org/Journals/index.php/JPCR/article/view/40036                                         | Journal of Philosophy, Culture and Religion . V.34                                                               | The Holy Triangular Along the Christian Pilgrims Road, East of Jordan River (Baptism Site, Aenon Near to Saleem, and Tyrue Cave) | 4 |
| http://www.aijcrnet.com/journals/Vol_9_No_2_June_2019/3.pdf                                          | American International Journal of Contemporary Research                                                          | Mountain of Transfiguration & New Discoveries in Site of Jesus Baptism / Jordan River                                            | 5 |
| https://www.journalijar.com/uploads/988_IJAR-21762.pdf                                               | International Journal of Advanced Research                                                                       | THE DISCOVERY OF AENON (SALEEM)NEAR SITE OF JESUS BAPTISM.                                                                       | 6 |
| http://www.sciencepublishinggroup.com/journal/paperinfo?journalid=209&doi=10.11648/j.ija.20170503.11 | International Journal of Archaeology 2017                                                                        | The Discovery of Gharabaa Byzantine Caravanserai, Near Site of Jesus Baptism-Jordan River                                        | 7 |
| http://www.ijirk.com/issue-details/184                                                               | INTERNATIONAL JOURNAL OF INNOVATIVE RESEARCH AND KNOWLEDGE                                                       | Discovery of Jesus Cave in Iraq Al Amir, Southern Levant-Jordan                                                                  | 8 |

### المؤتمرات
في مجال المؤتمرات والورش والندوات والمحاضرات فقد شارك في أكثر من 50 مؤتمر دولي وأسّس في الزرقاء موتمر الوئام الإسلامي المسيحي، كما أسس مؤتمر تاريخ وآثار محافظة الزرقاء، وتم عقد عشرات الورش العلميه والثقافيه بالتعاون مع الهيئات  العلميه والثقافيه في محافظة الزرقاء وألقى عشرات المحاضرات في كافة أنحاء المملكة، 
يقود حالياً مبادرة درب الوئام الديني الذي يجوب كافة محافظات المملكة والمشتمل على ندوات ومحاضرات وجلسات حوارية  وملتقيات أدبية وثقافية. وهو عضو فاعل في عشرات الجمعيات غير الحكومية وعضو لجنة تحكيم لجوائز دولية وإقليمية ومحلية.

### الجوائز
فاز د. وهيب بالجائزة الإقليمية جائزة عبد الحميد شومان للشبان العرب عام 2000 م وجائزة المشروع النهضوي لانقاذ القدس الصادرة عن اتحاد الكتاب والأدباء الأردنيين عام 2008 م، وجائزة الباحث المتميز في الجامعة الهاشمية لعامي 2007 و 2008 م، وجائزة الباحث المتميز من المنظمات السياحية الإيطالية في  مدينة بياتشانزا، وجائزة الإبداع والتميز في الجامعة الهاشمية عام 2014 م، وجائزة  ووسام الأردن الأفضل عام 2013 م، كما قام بالمشاركة  بتفعيل منهج إدارة الموارد التراثيه  جهوده لتفعيل هذا المشروع وبذل جهوداً حثيثة بهذا الخصوص بحيث تم تطبيق أفضل الوسائل المتبعة عالمياً نحو حماية المواقع الأثرية والإرث الحضاري الإنساني.

### النشر الإلكتروني
https://mohwaheeb.wordpress.com/
https://www.researchgate.net/profile/Mohammad-Waheeb
https://www.linkedin.com/in/prof-mohammad-waheeb-a4754719/
https://independent.academia.edu/DrMohmmed